# 就是溜溜的她
《就是溜溜的她》是一部台灣電影，葉振峰出品，由侯孝賢執導，鳳飛飛、鍾鎮濤、陳友等人主演。這是一齣都會愛情喜劇。描寫企業家之女潘文琦（鳳飛飛飾）從臺北市逃家到鄉下姑婆家散心，而顧大剛（鍾鎮濤飾）則是從台北出差到鄉下進行測量的工程師，二人在鄉下相識，進而相戀的故事。
本片是侯孝賢編劇、執導的電影，於1981年春節檔2月5日起在台北上映，賣座狀況倒吃甘蔗，後來成為當年春節電影檔票房冠軍。片中拍攝地點姑婆家鄉下村莊在台灣南投縣鹿谷鄉廣興村、竹豐村、竹林村一帶，即小半天風景區附近村莊；而劇中男女主角常造訪的大榕樹則位在鄰近日月潭的魚池鄉頭社國小操場內，至今仍屹立不搖。歌手齊秦亦由此片推薦，進而推出第一張專輯《又見溜溜的她》。

## 劇情簡介
企業家之女潘文琦(鳳飛飛飾)從台北逃家到鄉下姑婆家散心。而顧大剛(鍾鎮濤飾)則是從台北出差到鄉下進行測量的工程師，二人因而在鄉下相識與相處，彼此有好感。
之後，文琦的父親打電話要文琦回台北相親，與相親對象馬謙(陳友飾)見面。大剛回到台北後尋找文琦下落，並且找到了。大剛深愛文琦，因此每每馬謙和文琦見面的時候，大剛總是特意的出現，客套與馬謙熱絡，使文琦受冷落。最後馬謙向文琦表示，他也是被父母逼著相親的，他在法國已有女朋友，文琦心裏自然開心。
大剛得知後，便和文琦正式交往，並且到文琦家中要求文琦父親將女兒嫁給他，文琦父親絕不讓文琦嫁給他。隔日，文琦父親要她去和利華企業兒子相親，說是姑婆介紹的。那個人就是大剛。

## 演員列表
- 鳳飛飛：飾潘文琦，紡織企業家之女，逃避媒妁相親壓力，逃家去鄉下姑婆家散心。
- 鍾鎮濤：飾顧大剛，利華企業測量工程師，至鄉下出差而結識潘文琦。
- 陳友：飾馬謙，另一企業家公子，潘文琦相親對象。
- 崔福生：飾文琦之父潘龍川，安排潘文琦與馬謙相親，反對顧大剛追求潘文琦。
- 梅芳：飾文琦的母親。
- 錢璐：飾文琦的姑婆。
- 古軍：飾文琦的爺爺。
- 孟滌塵：飾文琦的奶奶。
- 張冰玉：飾馬謙的母親。
- 葛天：飾紡織企業經理。
- 高振鵬：飾利華企業工程公司經理。
- 謝自生：飾利華企業公司職員，小胖。
- 李波：飾利華企業公司職員。
- 石英：飾火旺，住在鄉下，新開設的道路會拆掉他房子正堂。
- 洪榮宏：顧大剛測量組的同事，客串演出。
- 周萬生：藝名三叔公，飾火旺的父親。
- 顏正國：飾鄉下小孩，別號「歹臉的」，是火旺伯的兒子。
- 黃仲崑：客串演出，飾同名「潘文琦」的兒子。

## 外部連結
- Yahoo奇摩電影上《就是溜溜的她》的資料（繁體中文）
- MSN娛樂上《就是溜溜的她》的資料（繁體中文）

- 開眼電影網上《就是溜溜的她》的資料（繁體中文）
- 香港影庫上《就是溜溜的她》的資料（繁體中文）
- 时光网上《就是溜溜的她》的資料（简体中文）
- 豆瓣电影上《就是溜溜的她》的資料 （简体中文）
- 爛番茄上《就是溜溜的她》的資料（英文）
- AllMovie上《就是溜溜的她》的资料（英文）
- 互联网电影数据库（IMDb）上《就是溜溜的她》的资料（英文）